# Pollice (unità di misura)
Il pollice (inch in inglese; simbolo: in o doppio primo, ″) è un'unità di misura di lunghezza del Sistema imperiale, che non fa parte del Sistema internazionale di unità di misura, ma che è tuttora ampiamente utilizzata nei paesi di cultura anglosassone, come Regno Unito e Stati Uniti, oltre che in molti settori tecnologici e storicamente pervaso nell'architettura antica, i cui termini sono noti alla storiografia medievale latina e volgare italiana.
Ha un valore pari a 25,4 mm. Un suo sottomultiplo molto usato è il millesimo di pollice: 0,001 in = 25,4 μm = 2,54×10−5 m
Ad esempio, il pollice è usato per indicare la lunghezza della diagonale degli schermi (televisivi e monitor), indicando in questo modo anche le dimensioni dello schermo stesso; il pollice è usato convenzionalmente anche per misurare il diametro di molti oggetti, come i cerchioni per auto e moto o i tubi idraulici (dove viene tuttavia utilizzato il pollice GAS che ha un diverso valore, pari a 33,8 mm).
Come scala di misurazione:
- un palmo (hand) = 4 pollici
- una spanna (span) = 9 pollici
- un piede (foot) = 12 pollici
- un cubito (cubit) = 18 pollici
- una iarda (yard) = 36 pollici (3 piedi)
- un braccio (fathom) = 72 pollici (2 iarde o 6 piedi)
- una catena (chain) = 792 pollici (66 piedi)

## Conversioni
1 in = 2,54 cm
0,0254 m = 2,54 cm
0,083333 ft
1/36 iarda = 0,027777 yd
0,00001578283 miglia

## I pollici GAS
Altri sottomultipli, usati per identificare il diametro nominale ∅ dei tubi per idraulica (ed i relativi sistemi di filettatura che in Italia spesso vengono denominati "GAS") sono:
- 3/4 in = 0,75 in = 19,05 mm (diametro esterno 26,67 mm - diametro interno "normale" 20,93 mm)
- 1/2 in = 0,5 in = 12,7 mm (diametro esterno 21,34 mm - diametro interno "normale" 15,8 mm)
- 3/8 in = 0,375 in = 9,525 mm (diametro esterno 13,72 mm - diametro interno "normale"  9,26 mm)
- 1/4 in = 0,25 in = 6,35 mm (diametro esterno 10,29 mm - diametro interno "normale" 6,83 mm)

Da notare che il diametro dei tubi è nominale e spesso non corrisponde ad alcuna misura del tubo fisico. Inizialmente corrispondeva al diametro interno dei tubi; poi con l'evoluzione tecnologica lo spessore dei tubi diminuì e si decise di lasciare inalterato il diametro esterno per mantenere la compatibilità con le filettature esistenti aumentando il diametro interno. Per questo motivo spesso la misura nominale non corrisponde ad alcuna dimensione reale del tubo ed è sempre raccomandabile fare riferimento a tabelle prestando attenzione a non confondere il diametro interno della filettatura con il diametro interno del tubo (quest'ultimo dipende dalla classe del tubo anche a parità di diametro nominale e filettatura). Non tutte le misure dei tubi furono unificate contemporaneamente, a ciò si deve un'ulteriore irregolarità.